# Sematophyllum decumbens
Sematophyllum decumbens är en bladmossart som beskrevs av Mitten 1869. Sematophyllum decumbens ingår i släktet Sematophyllum och familjen Sematophyllaceae. Inga underarter finns listade i Catalogue of Life.